# Día Mundial del Urbanismo

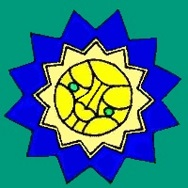
Aire, Sol y Vegetación. La trilogía de elementos naturales y esenciales para la vida humana, que se representan con el azul profundo, el astro rey y el verde veronés.

El Día Mundial del Urbanismo se celebra en más de 30 países de cuatro continentes cada 8 de noviembre. Es un día donde se reconoce y promueve el papel de la planificación en la creación y manejo de comunidades urbanas sostenibles con el marco del ordenamiento regional al que pertenecen.
El Día presenta una excelente oportunidad para contemplar la planificación desde una perspectiva global, pues es un evento que apela a la conciencia de los ciudadanos y las autoridades públicas y llama la atención hacia el impacto ambiental que produce el desarrollo de ciudades y territorios.
En 1934 el  urbanista Ingeniero Carlos María della Paolera, primer catedrático de Urbanismo en Argentina, exdirector de Instituto de Urbanismo de la Universidad de Buenos Aires y graduado del Institut d'Urbanisme de Paris, concibió el símbolo del Urbanismo con el oro, azul y verde por el sol, el aire y la vegetación.
Tres lustros después, en 1949 por iniciativa del mismo urbanista se creó el Día Mundial del Urbanismo, con el propósito de abogar por los intereses públicos y profesionales de la planificación urbana. Su celebración quedó a cargo de la Organización Internacional del Día Mundial del Urbanismo, con Comités Permanentes en cada país que se adhirió a esa conmemoración.
El Día Mundial Del Urbanismo fue reconocido en Bolivia mediante el Decreto Supremo N.º 13037 de 7 de noviembre de 1975.